# انگلسی
انگلسی (به ولزی: Ynys Môn)(به زبان انگلسی: Anglesey) جزیره و شهرستانی در شمال ولز است. این جزیره دارای جمعیتی ۶۸٬۹۰۰ نفری است.
روستای شنفرپوشگوین‌گیش (به انگلیسی:Llanfairpwllgwyngyllgogerychwyrndrobwllllantysiliogogogoch) که نامش طولانی‌ترین نام مکان در انگلستان است در این جزیره واقع شده‌است.